# ولادیمیر ولودین
ولادیمیر ولودین (روسی: Влади́мир Серге́евич Воло́дин؛ ۲۰ ژوئیهٔ ۱۸۹۶ – ۲۷ مارس ۱۹۵۸) هنرپیشه اهل امپراتوری روسیه بود.
از فیلم‌ها یا برنامه‌های تلویزیونی که وی در آن نقش داشته‌است می‌توان به سیرک اشاره کرد.
وی همچنین برندهٔ جوایزی همچون مدال دفاع از مسکو و هنرمند مردمی جمهوری شوروی فدراتیو سوسیالیستی روسیه شده‌است.